# 2016年リオデジャネイロオリンピックの赤道ギニア選手団
2016年リオデジャネイロオリンピックの赤道ギニア選手団（2016ねんリオデジャネイロオリンピックのせきどうギニアせんしゅだん）は、2016年8月5日から8月21日にかけてブラジルのリオデジャネイロで開催された2016年リオデジャネイロオリンピックの赤道ギニア選手団、およびその競技結果。

## 選手団
- 人員: 選手 2人
- 開会式旗手: レイナ＝フロール・オコリ

## 種目別選手・スタッフ名簿及び成績

### 陸上競技
| 選手                     | 種目             | 予選      | 予選 | 準決勝   | 準決勝   | 決勝     | 決勝     |
| 選手                     | 種目             | 結果      | 順位 | 結果     | 順位     | 結果     | 順位     |
| ------------------------ | ---------------- | --------- | ---- | -------- | -------- | -------- | -------- |
| ベンジャミン・エンゼマ   | 男子800m         | 1分52秒14 | 8着  | 予選敗退 | 予選敗退 | 予選敗退 | 予選敗退 |
| レイナ＝フロール・オコリ | 女子100mハードル | 棄権      | 棄権 | 予選敗退 | 予選敗退 | 予選敗退 | 予選敗退 |